# Katherine Dunham Company
La Katherine Dunham Company è stata la prima compagnia di danza moderna afro-americana, nella quale furono ammessi anche cantanti, attori e musicisti.  Discendeva dal Ballet Nègre, la compagnia studentesca fondata nel 1930 da Katherine Dunham, che in seguito divenne il Negro Dance Group.

## Storia
La compagnia conseguì esecuzioni di successo a Broadway e in altre importanti città americane. In una recensione del The New York Times del 19 febbraio 1940, il critico di danza John Martin scrisse: "La sua esibizione con il suo gruppo domenica scorsa al Windsor Theatre potrebbe benissimo diventare un'occasione storica, di certo mai in tutti gli sforzi degli ultimi anni per accreditare la danza dei neri come uno spettacolo serio ha avuto un approccio così convincente e autorevole ". A partire dagli anni '40 Katherine Dunham portò la sua troupe in una serie di tournée mondiali molto applaudite. La Dunham Company contribuì a lanciare la carriera di molti artisti afroamericani come Alvin Ailey, Rosalie King, Eartha Kitt e Walter Nicks. La Tecnica Dunham viene oggi insegnata a New York dall'ex membro della compagnia Dana McBroom-Manno. La McBroom-Manno fu una danzatrice in scena nella produzione dell'Aida del Metropolitan Opera, coreografata sia alla 92nd Street YMHA che al Fashion Institute of Technology, da Katherine Dunham, che fu la prima coreografa afroamericana al Met da quando Hemsley Winfield ambientò le danze per The Emperor Jones nel 1933.
Tra le riviste di successo c'era l'acclamato Bal Nègre (1946).